# سارای‌جیک (گرگر)
سارای‌جیک (به ترکی استانبولی: Saraycık) (به کردی: Masrûnî) یک منطقهٔ مسکونی کردنشین در ترکیه است که در گرگر، آدیامان واقع شده‌است.